# Шеминовское
Шеминовское (каз. Шеминов) — село в Костанайском районе Костанайской области Казахстана. Входит в состав Майкольского сельского округа. Находится примерно в 24 км к северо-западу от центра города Костаная. Код КАТО — 395447500.
В 6 км к юго-западу находится озеро Лелегье.

## Население
В 1999 году население села составляло 661 человек (312 мужчин и 349 женщин). По данным переписи 2009 года, в селе проживали 654 человека (315 мужчин и 339 женщин).

## География
В 3 км к западу от села находится болото (бывшее озеро) Перерезное.